# Kondara MNU/Linux
Kondara MNU/Linux（コンダラ・ムニュー・リナックス）はLinuxディストリビューションのひとつ。現在はメンテナンスされていない。

## 概要
Kondara プロジェクトは、もともとRed Hat Linuxの開発版であるRaw Hideのソースの修正パッチや日本語対応を含むSRPMを配布するプロジェクトだった。その後、方針を転換し、Linuxディストリビューションを開発するプロジェクトとなった。
名称のKondaraはアニメ『巨人の星』のオープニング曲「ゆけゆけ飛雄馬」の歌詞にある「思いこんだら」を「重いコンダラ」と誤認したことに由来するとされ、
MNUは「ペンギンをさわった感じ」の擬音や英語の「Mount is Not Unmount」を略したものととされている 。
Kondara プロジェクトの成果物をベースにして、デジタルファクトリが商用フォントやユーザーサポートを含むパッケージを発売していた。その中にはサーバ用途の機能を盛り込んだ Kondara MNU/Linux Server 1.1、ウェブ・クラスタリング機能つきの Kondara MNU/Linux Web Cluster 2000など独自の機能を盛り込んだものがあった。サーバの提供などの面で Kondara プロジェクトに貢献した面もあるが、Kondara 1.2/2000の混乱、Asumi リリース撤回事件、
さらに「Kondara」「mph」の商標を管理していたデジタルファクトリがKondara関連事業をエスピーに譲渡したことで商標の取り扱いが複雑になり、最終的にプロジェクトの解散に至った。
なお、事業譲渡先のエスピーは販売・商用サポートを継続していたが、2005年末にすべてのサポートを終了している。

## 歴史
- 1999年11月11日 - Kondara MNU/Linux 1.0(紀香) をリリース。
- 1999年12月1日 - 商用フォントとサポートサービスを含むパッケージが発売[7]。
- 2000年3月12日 - Kondara MNU/Linux 1.1をリリース。
- 2000年8月26日 - Kondara MNU/Linux 1.2（あやか）をリリース。
- 2000年9月9日 - Kondara MNU/Linux 1.2をベースにした商用パッケージとして Kondara MNU/Linux 2000（Sushi）が発売[8]。1.2とは内容が一部異なり、ユーザーに混乱を招いた。
- 2001年6月8日 - Kondara MNU/Linux 2.0（Mary）をリリース[9]。
- 2001年12月13日 - Kondara MNU/Linux 2.1（Asumi）をリリースするも[10]、一時撤回。理由は「不具合のため」と発表されたが、パッケージ版の発売に関してスポンサーからの要求があったためとの噂が流れた。
- 2002年3月18日 - Kondara MNU/Linux 2.1（Asumi）を再度リリース。
- 2002年7月15日 - Kondara プロジェクト解散[5]。メンバーの一部は Momonga Linux へと移動した。

## 成果
数多くのパッチやソフトウェアが、Kondara プロジェクト内で作られた。とくに、サブプロジェクトである「北斗のK」によるKDEの改良や、「Gnome野郎Aチーム」によるGNOMEの改良がその代表例である。主に日本語対応や国際化対応のために各種ソフトウェアのハックが行われ、さまざまなコミュニティへの貢献が行われた。また、以下のソフトウェアが制作された。
mgedit
GTK+を使ったテキストエディタ。操作方法が簡単。UTF-8に対応している。
sdr
X Window System 起動時に、言語、言語入力システム、ウィンドウマネージャを選択するソフトウェア。
cur
Ruby言語 で記述された電子メールクライアント。muttに似た操作画面を持つ。
mph-get
更新されたパッケージや依存性の関係にあるパッケージを自動的にダウンロードするソフトウェア。Debian系ディストリビューションやVine Linuxで使われるapt-getによく似たシステムである。Ruby で記述されている。
momonga
Ruby ベースのインストーラ。Python ベースであるAnacondaの使い勝手が悪いために開発が始められたが、結局完成の前にプロジェクトの解散を迎えた。

## 派生版
- Momonga Linux - 解散時のKondaraプロジェクトのリポジトリを引き継いだ。
- PS2 Linux - PlayStation 2上で動作する。Kondara 派生のLinuxディストリビューション。